# مسجد بهونك
مسجد بهونك (بالأردية: بھونگ مسجد) يقع المسجد في بلدة بهونك الواقعة في منطقة صديق اباد تهسيل التابعة لولاية رحيم يار خان حي في جنوب البنجاب من باكستان، تم تصميم المسجد وبنائه على مدى ما يقرب من 50 عاما من عام 1932 إلى عام 1982، وحصل على جائزة الآغا خان للعمارة في عام 1986، بناء المسجد كان تحت رعاية سيد عبد الحميد (كامبوه) الذي عمل بلا كلل وواجه الصعوبات حتى تأكد من ان المسجد أصبح معلما لباكستان، وللمسجد طابع بريدي يصوره وتم صدوره في الثاني عشر من شهر مايو عام 2004 في باكستان.

## مقدمة
يقع المسجد على مسافة 200 كيلومترا من مدينة بهالبور وعلى بعد 50 كيلومترا من رحيم يار خان، وكما هو معروف لمن زار المسجد، فالمسجد يحضى بتصميم رائع ويحوي جمال معماري اخاذ، ويكتسي بأوراق من الذهب منحوتة بأنماط زخرفية معقدة أنيقة، ويعتبر المالك الثري سردار محمد غازي الريس انهار هو من أمر ببناء هذا المسجد في عام 1932 ليكون جوهرة منصوبه جديدة في مجمع القصر، والتي شملت مسجد ومدرسة مرموقة (مدرسة دينية) واكتمل البناء في عام 1982 .
سردار محمد غازي الريس اندهار كان مصمم ومالك، ومن هذا المنطلق توجه إلى تمويل بناء المبنى بأكمله، ونفذت عمليات البناء، وتجمع على بنائه المتخصصين من جميع أنحاء باكستان والهند، ومنهم سيد البنائين من راجيستان الهند والحرفيين من مولتان لأعمال البلاط والفسيفساء والخشب بالإضافة للرسامين والخطاطين من كراتشي، أقيمت ورش عمل لتدريب الحرفيين وصقل المهارات التي كانت قد انتقلت من الاباء إلى الأبناء، المواد والحرف استخدمها مجموعة من التقليديين والحرفيين فالستعملوا خشب الساج والعاج والرخام والزجاج الملون والعقيق والبلاط المزجج في الهواء الطلق والمرايا والزخرفة المذهبة والسيراميك والخط والترصيع والحجر الصناعي والحديد المطاوع، وكانت نية سردار الريس غازي تمثيل أشكال كثيرة من الحرف الشعبية والعديد من المعالم المعمارية الدينية الإسلامية الممكنه في المسجد، وكان هناك إضافة حديثة إلى المسجد بناء رخامي أبيض من القران الكريم خارج شرفة المسجد .
وعلى مدى 50 عاما من تطور البناء والإنشاء فقد سمح مجمع مسجد بهونك الفرص لعمل وتدريب ما يقرب من الف عامل وحرفي من أصحاب الحرف الأصلية، ووضع بنائه صرحا للتنمية الاجتماعية والاقتصادية في بلدة بهونك، وأدى لتوفير المرافق الأساسية للحياة بما في ذلك الطرق والأسواق والمدارس والكهرباء والغاز والبنوك والمستشفيات، أما مسار المسجد فيمكنك الوصول إلى المسجد من صديق اباد وهو على بعد ما يقرب من 18 كيلومتر من صديق اباد .

## البناء
تم تنفيذ بناء المسجد من قبل متخصصين اتمعوا من جميع أنحاء باكستان والهند ومنهم سيد البنائين من راجستان الهند والحرفيين من مولتان للبلاط والفسيفساء والخشب والرسامين والخطاطين من كراتشي، وأقيمت ورش عمل لتدريب الحرفيين، ادى ذلك لتصميم مسجد يعتبر مزيج من الأساليب الإسلامية في البناء، وذلك باستخدام المواد النادرة والتقليدية مثل العاج وخشب الساج والعقيق اليماني جنبا إلى جنب مع عناصر الصناعية مثل الحجر الاصطناعي تم انتقائه على نطاق واسع في استخدامها، وجلب بناة العناصر الأسلوبية من لاهور القريبة من موقع المسجد، وكذلك تم جلب بعض عناصر البناء من إيران وإسبانيا وتركيا .

## المتبرع بالبناء
أمر ببناء المسجد في عام 1932 من قبل الريس غازي محمد ليكون جوهرة منصوبه جديدة في مجمع القصر، حيث يشمل القصر مسجد ومدرسة الدينية مرموقة وتم البناء بالفعل، وعليه تم أعطاء الريس محمد غازي أعلى جائزة مدنية في باكستان من الحكومة وهي سيتارا الامتياز في الثالث والعشرين من مارس عام 2004 تقديرا لخدماته .

## الجائزة
تقديرا لجهوده في محاولة إنشاء مركز إسلامي محلي للتعلم والبناء والحرف، منح سردار محمد غازي الريس جائزة آغا خان للعمارة من قبل سمو الأمير آغا خان الرابع في عام 1986 في المغرب، على حد قول لجنة التحكيم فان مسجد بهونك يكرس ويجسد الذوق الشعبي في باكستان بكل قوة وعزة واستخدام سوء استخدام الإشارات والرموز فهو يعبر عن دورة النمو المناسبة للبنية التي تمر بمرحلة انتقالية، وقد منح رئيس جمهورية باكستان الإسلامية سردار محمد غازي الريس بعد وفاته جائزة سيتارا الامتياز في الثالث والعشرين من شهر مارس عام 2004 لمساهمته البارزة في مجال الخدمة العامة وبناء مسجد بهونك .

## وصلات خارجية
- صور مسجد بهونك
- مسجد بهونك وجائزة آغا خان للعمارة